# Prilocain
Prilokain eller prilocain er et lokalbedøvende stof, der er udviklet af de to svenskere Claes Tegner og Nils Löfgren. I injecerbar form sælges stoffet under navnet Citanest, hvor det primært anvedes i forbindelse med tandlægebehandling. Stoffet kombineres ofte med lidokain som forberedelse til bedøvelse af huden (lidocain/prilocain under mærket Emla) i forbindelse med behandling for eksempelvis nerveskader (paresthesia).
Produktet kan købes i håndkøb til behandling af insektstik og kløe.